# Liste de rivières de Saxe
- Haut – A
- B
- C
- D
- E
- F
- G
- H
- I
- J
- K
- L
- M
- N
- O
- P
- Q
- R
- S
- T
- U
- V
- W
- X
- Y
- Z

## A
- Alte Luppe

## B
- Bahra
- Bahre
- Batschke
- Bauerngraben
- Biela
- Elster Noire
- Pockau noir
- Bobritzsch
- Borlasbach
- Brunndöbra
- Burgauenbach

## C
- Chemnitz
- Colmnitzbach
- Cunnersdorfer Wasser

## D
- Dahle
- Döllnitz

## E
- Rietzschke orientale
- Elbe
- Eula

## F
- Fällbach
- Feilebach
- Fleißenbach
- Flöha
- Freiberger Mulde
- Friesenbach

## g
- Geberbach
- Gimmlitz
- Goldbach
- Göltzsch
- Gösel
- Gottleuba
- Greifenbach
- Große Bockau
- Große Lößnitz
- Große Mittweida
- Große Pyra
- Große Röder
- Großschweidnitzer Wasser
- Gruna
- Grundwasser

## H
- Hammerbach
- Haselbach
- Helfenberger Bach
- Hoyerswerdaer Schwarzwasser

## J
- Jahna
- Jahnabach
- Jauer

## K
- Kabelske
- Käbnitz
- Kaitzbach
- Kaltenbach
- Kemmlitzbach
- Keppbach
- Ketzerbach
- Kirnitzsch
- Kleine Bockau
- Kleine Luppe
- Kleine Pleiße
- Kleine Pyra
- Kleine Röder, affluent de l'Elster Noire
- Kleine Röder, affluent de la Große Röder
- Kleine Spree
- Kleine Triebisch
- Kleinwaltersdorfer Bach
- Klosterwasser
- Kotitzer Wasser
- Krebsgraben
- Krippenbach

## L
- Lachsbach
- Landgraben
- Landwasser
- Langes Wasser
- Lausenbach
- Lausur
- Legnitzka
- Leinegraben
- Leubnitzbach
- Litte
- Löbauer Wasser
- Lober
- Lockwitzbach
- Lossa
- Lößnitzbach
- Lungwitzbach
- Luppe (en)
- Neisse de Lusace

## M
- Maltengraben
- Mandau
- Müglitz
- Mühlgrundbach
- Mulde
- Münzbach

## N
- Nahle
- Natzschung
- Neue Luppe
- Rietzschke du Nord

## O
- Oberhermsdorfer Bach
- Oelsabach
- Orla
- Otterbach

## P
- Parthe
- Paußnitz
- Pietzschebach
- Pleiße
- Pließnitz
- Pöbelbach
- Pöhlbach
- Pöhlwasser
- Polenz
- Pösgraben
- Preßnitz
- Prießnitz
- Pulsnitz

## Q
- Quänebach

## R
- Räderschnitza
- Raklitza
- Mulde Rouge
- Pockau Rouge
- Weißeritz rouge
- Romereifeldgraben
- Rosenbach
- Roter Graben
- Rotes Wasser
- Ruhlander Schwarzwasser

## S
- Satkula
- Schaukelgraben
- Schirmbach
- Schlettenbach
- Schlumper
- Schnauder
- Schwarzbach, affluent de la Große Mittweida
- Schwarzbach, affluent de la Mulde
- Schwarzbach, affluent du Sebnitz
- Schwarzbach, affluent de l'Elster Blanche
- Schwarze Röder
- Schwarzer Bach
- Schwarzer Graben
- Schwarzer Schöps
- Schwarzwasser, affluent de la Mulde
- Schwarzwasser, affluent du Preßnitz
- Schweinitz
- Schwennigke
- Sebnitz
- Sehma
- Seidewitz
- Seifenbach
- Seltenrein
- Spitzkunnersdorfer Bach
- Sprée
- Steindöbra
- Striegis
- Struga
- Svatava
- Svitávka
- Syrabach

## T
- Treba
- Trebnitz
- Treuener Wasser
- Trieb
- Triebisch

## V
- Verlorenes Wasser

## W
- Weinske
- Weißer Schöps
- Weißeritz
- Wesenitz
- Elster Blanche
- White Mulde
- Wiederitz
- Wilde Weißeritz
- Wilisch
- Wilzsch
- Wisenta
- Wittgendorfer Wasser
- Würschnitz
- Wyhra

## Z
- Zschampert
- Zschonerbach
- Zschopau
- Zwickauer Mulde
- Zwittebach
- Zwönitz
- Zwota